# Swetlana Alexejewna Karpinskaja
Swetlana Alexejewna Karpinskaja (russisch Светлана Алексеевна Карпинская; * 16. September 1937 in Leningrad; † 18. Februar 2017 in Sankt Petersburg) war eine sowjetische bzw. russische Theater- und Film-Schauspielerin.

## Herkunft und Laufbahn
Swetlana Karpinskajas Eltern waren Geschichtslehrer, die Mutter später auch Schuldirektorin. Der Vater Alexei Iwanowitsch Blagoweschtschenski entstammte einer Familie von Geistlichen, sein Vater war Priester in Wetluga. Ab dem Alter von 20 Jahren nannte er sich Karpinski nach dem Familiennamen seiner Mutter. Alexei Karpinski kämpfte an der Leningrader Front, wurde verwundet und erlitt infolgedessen eine Lähmung. Nach dem Krieg lebte die Familie in einer Gemeinschaftswohnung auf der Wassiljewski-Insel.
Swetlana Karpinskaja trat an ihrem sechzehnten Geburtstag im Schauspielstudio des Kirow-Kulturpalastes mit einer Rezitation des Gedichts Люблю тебя, Петра творенье!.. (Ljublju tebja, Petra tworenje!..) auf. Der Darsteller und Schauspiellehrer Lew Wladimirowitsch Schostak war so beeindruckt, dass er ihr die Hauptrolle in der Inszenierung von Alexander Wolodins Фабричная девчонка (Fabritschnaja dewtschonka) anbot. Es war ihre erste ernsthafte Theatererfahrung. Dennoch trat sie nach dem Schulabschluss in die Philologische Fakultät der Leningrader Universität ein und studierte Russische Sprache und Literatur. Kurz darauf besetzte Eldar Rjasanow sie als Hauptdarstellerin in Девушка без адреса (Dewutschka bes adresa, 1957). Der am 8. März 1958 uraufgeführte Film wurde ein großer Erfolg und Karpinskaja zog daraufhin eine Laufbahn als Darstellerin in Erwägung. Noch im selben Jahr war sie in Поддубенские частушки (Poddubenskije tschastuschki) zu sehen.
Unter Boris Wulfowitsch Sohn absolvierte die junge Frau daraufhin bis 1961 die Ausbildung am Leningrader Institut für Theater, Musik und Kinematographie (ЛГИТМиК), die sie aufgrund ihrer vorherigen Erfahrungen im zweiten Lehrjahr beginnen durfte. Kurz darauf trat Karpinskaja als Filmpartnerin von Oleg Jefremow in Командировка (Komandirowka, 1961) auf. Eine kleine Nebenrolle in dem Drama Когда разводят мосты (Kogda raswodjat mosty, 1962) sollte der letzte Spielfilmauftritt für fast ein Jahrzehnt sein.
Als Bühnendarstellerin nahm Karpinskaja Engagements am Театр на Литейном (Teatr na Liteinom) sowie dem Балтийский дом (Baltijski dom) wahr, ist aber vor allem für ihre langjährige Arbeit am Komödientheater Nikolai Akimows bekannt. Dort stand die rothaarige Mimin von 1963 bis 1970 und danach ab 1974 bis zu ihrem Tod unter Vertrag. In der Zwischenzeit gehörte Karpinskaja dem Großen Akademischen Staatstheater „Maxim Gorki“ an, dessen damaliger Leiter Georgi Alexandrowitsch Towstonogow sie persönlich um ihre Dienste gebeten hatte. Am Komödientheater war sie in über 50 Stücken bekannter russischsprachiger wie auch ausländischer Dramatiker zu sehen. Ihre prägendste Rolle gab Karpinskaja in Akimows Тень (Ten) nach einem Märchen von Jewgeni Schwarz, außerdem war sie 20 Jahre in Folge in dem Stück Акселераты (Axeleraty) zu sehen.
Vor der Kamera stand sie überwiegend in Bühnenaufzeichnungen, so z. B. 1969 in einer Adaption von Nikolai Gogols Die toten Seelen. Zu einer ihrer bekanntesten Spielfilmrollen gehörte der von Pjotr Naumowitsch Fomenko inszenierte Fernseh-Vierteiler На всю оставшуюся жизнь (Na wsju ostawschujusja schisn, 1975) nach Wera Panowas Roman Weggenossen. Außerdem war sie in der 162. Folge der TV-Reihe Фитиль (Fitil, 1975) zu sehen. Ihre letzte Filmrolle gab Karpinskaja 1992 in Третий дубль (Treti dubl). Alexander Sokurow bot ihr einige Jahre später die Rolle der Schwester Lenins in Телец (Telez, 2001) an, die sie aber aus Altersgründen ablehnte. Natalja Alexandrowna Nikulenko nahm daraufhin das Engagement wahr.

## Privates und Tod
Karpinskaja war zweimal verheiratet, beide Ehemänner waren ebenfalls Schauspieler. Von ihrem ersten Partner Dmitri trennte sie sich nach fünf Jahren, nachdem sein Versuch einer künstlerischen Laufbahn nicht glückte und die folgende Eifersucht auf seine Frau das Zusammenleben erschwerte. Karpinskaja heiratete daraufhin Gennadi Iwanowitsch Worolajew (1931–2001), für den es bereits die vierte Ehe war. Beide hatten sich während der Proben zu Тень kennengelernt und waren später auch einige Male zusammen vor der Kamera zu sehen. Das Paar hatte eine Tochter namens Katerina und zwei Enkelsöhne namens Alexei und Michail. Die Beziehung wurde jedoch durch Worolajews häufige Untreue belastet.
Karpinskaja starb 79-jährig in ihrer Geburtsstadt, nachdem sie aufgrund einer schweren Erkrankung bereits ein Jahr lang nicht mehr auftreten konnte. Die Schauspielerin fand am 22. Februar 2017 auf dem Smolensker Friedhof ihre letzte Ruhe.

## Ehrungen
Karpinskaja wurde mit den Titeln Verdiente Künstlerin der RSFSR (14. April 1986) und Volkskünstlerin Russlands (6. Februar 2009) geehrt. Seit dem 29. Oktober 2004 war sie außerdem Trägerin des Verdienstordens für das Vaterland, 2. Klasse.

## Theaterarbeit (Auswahl)
- Der Wald – von Alexander Ostrowski
- In diesem netten alten Haus – von Alexei Arbusow
- Der Lügner – von Carlo Goldoni
- Was ihr wollt – von William Shakespeare
- The Importance of Being Earnest – von Oscar Wilde
- Alle Tage ist kein Sonntag – von Alexander Ostrowski
- Damen und Husaren – von Aleksander Fredro

## Filmografie (Auswahl)
- 1974: Zarewitsch Proscha
- 1981: Autodiebe (Propawschije sredi schiwych)
- 1982: Die Prinzessin mit der Eselshaut (Oslinaja schkura)
- 1984: Und dann kam Bumbo (I wot prischjol Bumbo ...)